# Liste der Nummer-eins-Hits in Norwegen (1962)
Diese Liste enthält alle Nummer-eins-Hits in Norwegen im Jahr 1962. Es gab in diesem Jahr 13 Nummer-eins-Singles.
| Singles |
| --- |
| - Cliff Richard - When The Girl In Your Arms Is The Girl In Your Heart - 8 Wochen (47/1961 – 2/1962) - Pat Boone - Johnny Will - 2 Wochen (3/1962 – 4/1962) - Leroy Van Dyke - Walk on By - 4 Wochen (5/1962 – 8/1962) - Grynet Molvig - Det var du som sa nei - 3 Wochen (9/1962 – 11/1962) - Anita Lindblom - Sån't är livet EP - 7 Wochen (12/1962 – 18/1962) - Conny Froboess - Zwei kleine Italiener - 2 Wochen (19/1962 – 20/1962) - Elvis Presley - Good Luck Charm - 11 Wochen (21/1962 – 31/1962) - Pat Boone - Speedy Gonzales - 6 Wochen (32/1962 – 37/1962) - Bobby Vinton - Roses Are Red (My Love) - 2 Wochen (38/1962 – 39/1962) - Elvis Presley - She's Not You - 6 Wochen (40/1962 – 45/1962) - Little Eva - The Loco-Motion - 2 Wochen (46/1962 – 47/1962) - Elvis Presley - King Of The Whole Wide World - 2 Wochen (47/1962 – 48/1962) - Elvis Presley - Return To Sender - 12 Wochen (49/1962 – 8/1963) |

Siehe auch: Nummer-eins-Hits 1962 in  Australien, Belgien, Deutschland, Frankreich, Irland, Italien, den Niederlanden, Spanien, den Vereinigten Staaten und im Vereinigten Königreich.